# Zichy Géza utca
A Zichy Géza utca Budapest XIV. kerületének egyik mellékutcája. Az Ajtósi Dürer sor és a Thököly út között húzódik. Nevét Zichy Géza (1849–1924) zongoraművészről kapta 1924-ben.

## Története
1890-ben kapta a Pálma utca nevet, ekkor a VII. kerülethez tartozott. 1924-ben Zichy Géza (1849–1924) halála évében kapta az egykor az utcában élő zongoraművész nevét. 1935. június 15-én az újonnan létrehozott XIV. kerület része lett. Az Ajtósi Dürer sor és a Thököly út között húzódó utca Istvánmező városrészhez tartozik.

### Híres lakói
- Bajor Gizi (1893–1951) Kossuth-díjas színésznő (10.)
- Foltin Pongrác (?–1918) bankigazgató (8.)
- Gábor Andor (1884–1953) regényíró, költő, humorista (8.)
- László Fülöp Elek (1869–1937) festőművész (10.)
- Lippich Elek (1862–1924) költő, művészettörténész, miniszteri tanácsos (6.)
- Paupera Ferenc (1876–1943) főtanácsos, bankigazgató (10.)
- Szathmáry György (1845–1898) újságíró, országgyűlési képviselő, miniszteri tanácsos (8.)
- Zichy Géza (1849–1924) író, drámaíró, színműíró, zeneszerző, zongoraművész (6.)

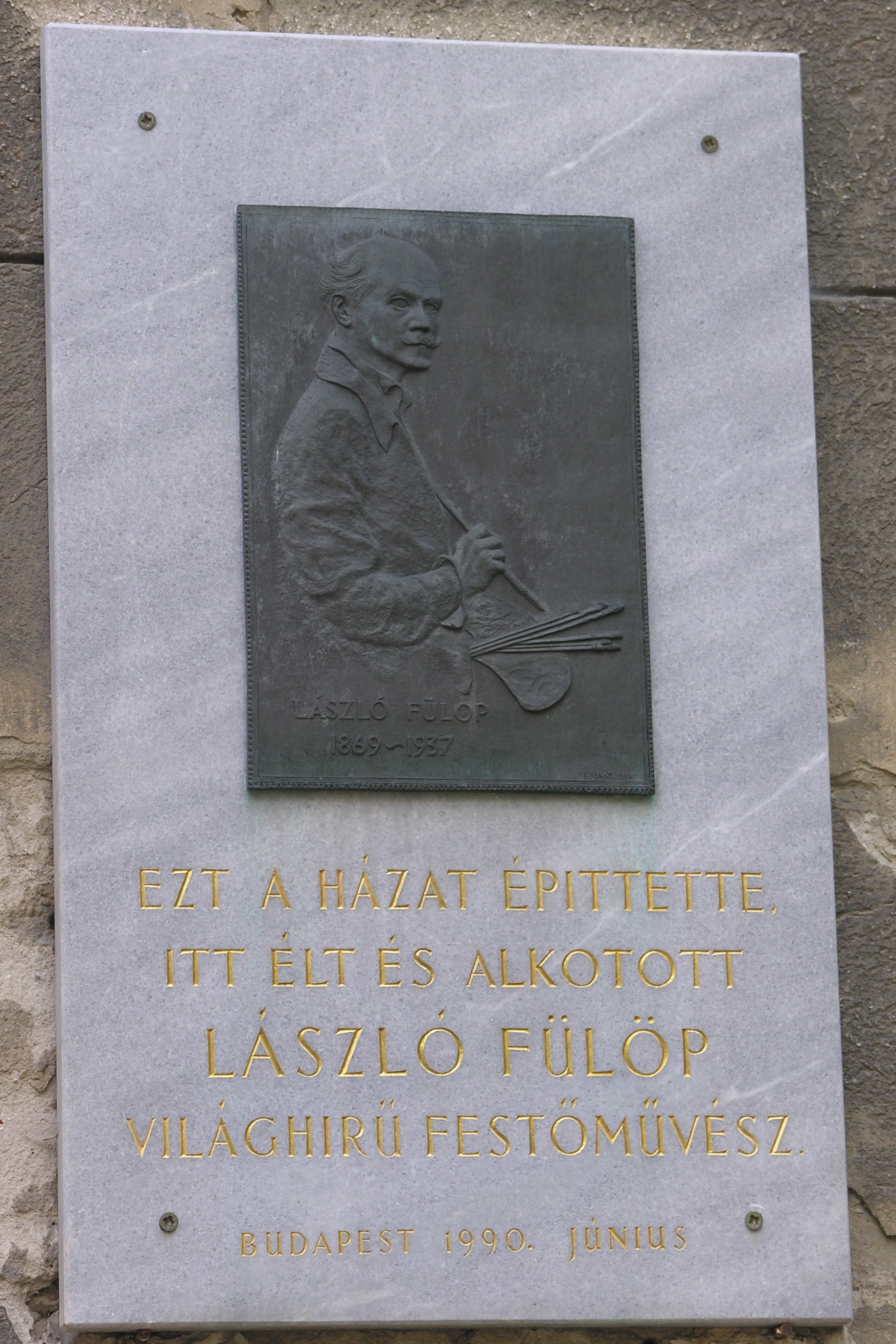

## Épületei
3. – Magyar Honvédség Művelődési Háza – Honvéd Kulturális Központ
1947-től a Honvédelmi Minisztérium kezelésébe került a Park Club a mai Stefánia Palota. A később mellé épített üvegépület a Honvéd Kulturális Központ, melyben színház,- játékterem, könyvtár, étterem és irodahelyiségek működnek.
6. – Villa
1905-ben épült villa Messinger Sándor tervei alapján Lippich Elek (1862–1924) költő, miniszteri tanácsos számára. Az 1910-es években ebben a házban élt Zichy Géza (1849–1924) zongoraművész, az utca névadója.
8. – Villa
1897-ben épült villa Gyalus László tervei alapján Szathmáry György (1845–1898) újságíró, országgyűlési képviselő, miniszteri tanácsos számára. 1901-ben özvegye átalakíttatja. A ráépítés Foltin Pongrác (?–1918) bankigazgató megbízásából készült Szabó János tervei alapján. 1945 és 1953 között, haláláig itt élt Gábor Andor (1884–1953) regényíró, költő, humorista.
10. – László-villa
1897-ben épült villa és műterem Gyalus László tervei alapján László Fülöp Elek (1869–1937) festőművész számára. Később Mathiosko Károly tervei szerint került átalakításra Paupera Ferenc (1876–1943) bankár és felesége Bajor Gizi (1893–1951) színésznő megbízásából.